# 雷鳴皋
雷鳴皋（1609年7月31日—17世紀），字舒陽，河南河南府盧氏縣人，清朝政治人物。

## 生平
雷鳴皋個性孝友，是崇禎六年（1633年）癸酉科河南鄉試第二十四名舉人，十六年（1643年）癸未科會試改秋天舉行，他思念親人，一完試就收拾行裝回鄉，回家發現父母都患上重疾，經五個月照顧才痊癒，人們都說他孝行感動上天，閒居設經史教導後進，登順治三年（1646年）丙戌科進士，兵部觀政，授廣宗知縣，四年（1647年）調安鄉知縣，五年（1648年）調漵浦知縣，任內均有政績，辭官回鄉後養育胞弟孤兒，為難友的女兒主持婚嫁，康熙元年（1662年）入祀鄉賢祠。

## 家族
曾祖雷昇；祖父雷大用，鄉飲賓；父雷起龍，儒官。

## 引用
1. 1 2  光緒《重修盧氏縣志·卷八·人物》：雷鳴皋，字舒陽，登癸未進士，學宗濂洛，天性孝友，是科改秋期始行，皋以白雲親舍為念，試甫畢束裝遄歸，同試或止之，曰：「吾不以身外物易吾膝下歡也？」抵里父母俱罹重疾，奉事湯藥衣不解帶者五閱月，幸皆愈，人以為孝感所致，閒居設經史惠後學，啟誘所及多獲成就，國初授廣宗縣知縣，調繁漵浦俱有明效，至今猶歌思之，至若育胞弟之孤兒教養兼至，嫁難友之幼女不啻親生，康熙壬寅邑人士公具居官居鄉狀，蒙當事核實，從祀鄉賢。
2. 1 2  《順治三年丙戌科進士三代履歷》：雷鳴皋，曾祖昇；祖大用，鄉賓；父起龍，儒官。蘇陽，易六房，己酉七月初一日生，盧氏人，癸酉二十四名，會試三百七十四名，三甲二百八十三名，兵部觀政，授北直廣宗知縣，丁亥調湖廣安鄉知縣。